# 有賀村
有賀村（ありがむら）は、昭和29年（1954年）まで宮城県栗原郡の北東部にあった村。現在の栗原市若柳有賀・若柳武鎗にあたる。

## 沿革
- 明治22年（1889年）4月1日 - 町村制施行にともない、有賀村と武鑓村が合併して新制の有賀村が発足。
- 昭和29年（1954年）12月1日 - 若柳町・大岡村・畑岡村と合併し、新制の若柳町となる。

## 行政
- 歴代村長

| 代 | 氏名       | 就任                       | 退任                       | 備考 |
| -- | ---------- | -------------------------- | -------------------------- | ---- |
| 1  | 岩淵太兵衛 | 明治26年（1893年）4月21日  | 明治29年（1896年）2月28日  |      |
| 2  | 鈴木清三郎 | 明治29年（1896年）3月17日  | 明治32年（1899年）4月20日  |      |
| 3  | 岩淵団治   | 明治32年（1899年）7月19日  | 明治37年（1904年）9月22日  |      |
| 4  | 千葉恒平   | 明治37年（1904年）9月29日  | 明治44年（1911年）8月22日  |      |
| 5  | 平野松寿   | 明治44年（1911年）10月28日 | 大正6年（1917年）10月6日   |      |
| 6  | 千葉恒平   | 大正6年（1917年）10月27日  | 大正10年（1921年）10月26日 | 再任 |
| 7  | 平野松寿   | 大正11年（1922年）3月20日  | 大正14年（1925年）8月25日  | 再任 |
| 8  | 千葉恒平   | 大正14年（1925年）11月16日 | 昭和16年（1941年）11月17日 | 三任 |
| 9  | 平野栄七郎 | 昭和16年（1941年）12月16日 | 昭和21年（1946年）11月23日 |      |
| 10 | 佐藤義平   | 昭和22年（1947年）4月5日   | 昭和22年（1947年）10月24日 |      |
| 11 | 柴山勝治   | 昭和23年（1948年）2月10日  | 昭和29年（1954年）11月30日 |      |